# مناورة بوينغ 747 القصوى

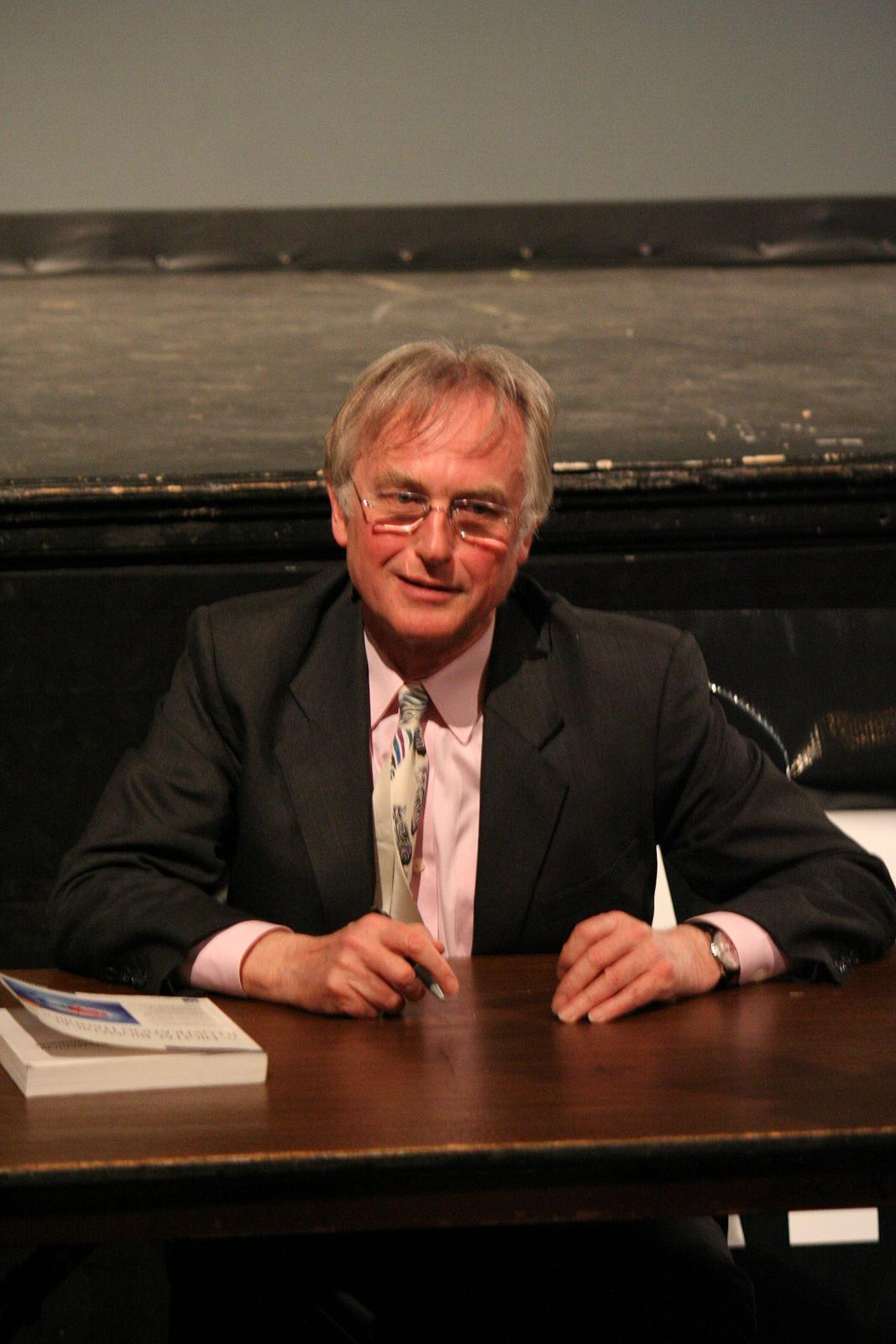

مناورة بوينغ 747 القصوى (بالإنجليزية: Ultimate Boeing 747 gambit)‏ هي حجة مضادة للنسخ المعاصرة من حجج التصميم لإثبات وجود الله، والحجة الأصلية مثال حديث لنمط قديم من الاحتجاج سبق أن استعمله الفيلسوف الروماني شيشرون قبل الميلاد، واستعمله العرب المسلمون بقولهم الصنعة تدل على الصانع، لأن التصميم يدل عقلًا على وجود المصمم، وقد بلوره الفيلسوف ويليام بيلي في كتابه اللاهوت الطبيعي، أو وجود الخالق وصفاته واشتهر في الكتاب مثاله عن صانع الساعة، ثم طرح لاحقًا مثال مناسب في سياق غير ديني من قبل العالم الفلكي فريد هويل الذي كان ملحدًا وداروينيًا ومعاديًا للأديان، لكن معرفته جعلته يقتنع بقوة بأن احتمال نشوء الحياة على الأرض ضئيل بحيث يكون مستحيلًا، وشرح بأن ذلك يعادل احتمال مرور عاصفة على ساحة خردة وبعد مرورها تجد طائرة بوينع 747 قد تركبت صدفة، ولذلك اشتهر عنه الدعوة للقول بأن الحياة على الأرض نشأت من الفضاء،
حاول دوكنز كجزء من نشاطه في نقد التصميم الذكي وإبطال حجة التعقيد غير القابل للاختزال أن يفند مثال البوينغ الذي كثر استعماله من أنصار حجة التصميم وذلك بطريقة غير مباشرة عبر الهروب خطوة إلى الأمام، بترك محاولة تفسير تعقيد الحياة ثم اتهام حجة التصميم بالتناقض الذاتي، وهو أسلوب فلسفي جدلي قديم يعتمد الهجوم بدل الدفاع، فادعى إن كان وجود التصميم في الحياة يعادل بالاحتمال وجود طائرة بوينغ 747 صدفة، فإن وجود الإله يعادل احتمال وجود بوينغ 747 قصوى؛ ويفترض دوكينز خلافًا للمؤمنين وردًا على ريتشارد سوينبورن الذي اقتبس كلامه بأن الاعتقاد بالإله تفسير بسيط فهو أقوى علميًا، بأن طبيعة الإله فائقة التعقيد. وهذا عمليًا إعادة طرح للسؤال المشكك القديم «فمن خلق الخالق؟». كما رد دوكنز على كيث وارد بخصوص البساطة الإلهية (الأحدية) أو توحيد صفات الله في ذات واحدة غير مجزأة.

## التقييم والنقد
رد على هذا ليستر ماكغراث في كتابه وهم دوكنز وألفين بلانتينغا الذي أكد على البساطة الإلهية وقال إن الإله غير معقد وفق تعريف دوكنز نفسه للأشياء المعقدة، وأن الله ليس مادة لنقول بتعقيده كما أننا لا نسلّم بالمذهب المادي، ولا تصلح حجة دوكنز للبوينغ القصوى إلا إن كان المذهب المادي الإقصائي صحيحًا. كما رد ريتشارد سوينبورن الذي أكد على مبدأ البساطة أو الأحدية الإلهية وذكر بما شرحه هو عن الدماغ المنقسم وكيف أن الشخص كيان بسيط مفرد يتحكم بدماغ معقد لكن أشهر نقد تلقاه كان من عالم بيولوجي تطوري هو إتش ألين أور وقد أطلقت مراجعة إتش الناقدة للكتاب سجالًا طويلًا  أما عالم الفلك ستيفن بار فعلق بما يلي:
| مناورة بوينغ 747 القصوى | وجد بيلي ساعة يد فسأل كيف يمكن لشيء مثل هذا أن يوجد بالصدفة، أما دوكنز فقد وجد معملًا آليًا ضخمًا يبني ساعات اليد بشكل أعمى، ويشعر أنه قد أجاب على وجهة نظر بيلي | مناورة بوينغ 747 القصوى |